# 毛里求斯国旗
毛里求斯国旗，别称四色旗（英語：Four Bands），自上而下由紅、藍、黃、綠四道横条组成，启用于1968年3月12日该国独立当日。
国旗设计者为来自该国首都路易港的小学教师古鲁杜特•莫赫（Gurudutt Moher）。

## 象征意义
紅色象徵毛里求斯民众为争取獨立自由的流血斗争史，藍色寓意毛里求斯位于蔚藍色的印度洋南部，黃色象徵太阳的金黄色光芒常年照耀毛里求斯，綠色寓意毛里求斯欣欣向荣的农业和四季常青的森林。

## 格式
红、蓝、黄、绿四色横向等宽。
颜色标准：以彩通家居时尚棉布色卡为准
- 红色 18-1664TC 或 185 C
- 蓝色 19-3939TC 或 295 C
- 黄色 14-0957TC 或 116 C
- 绿色 17-6030TC 或 356 C

## 历代旗帜

荷属毛里求斯 （1638-1710）
法兰西岛 （1715–1792）
[[Isle de France (Mauritius)|法兰西岛 （1792–1810）
英属毛里求斯 （1810-1869）
英属毛里求斯 （1869-1906）
英属毛里求斯 （1906-1923）
英属毛里求斯 （1923-1968）
毛里求斯共和国 （1968-）

## 外部連結
- 毛里求斯国旗格式